# Petele
Petele  (románul: Petelea, németül: Birk) falu Maros megyében, Erdélyben, Romániában.

## Fekvése
Szászrégentől 6 km-re délre, a Maros bal partján fekszik.

## Nevének eredete
Először 1332-ben Pytula és Pycula, 1348-ban Pechwle, 1426-ban Petele néven említették. Kiss Lajos véleménye szerint szláv személynévből ered (vö. cseh Petula). Német neve népetimológiával keletkezett a Birka- (eredetileg Belyken-) patak szintén szláv eredetű nevéből. Létrejöttét talán tudós etimologizálás is segítette, az első történeti névalak ugyanis a latin betula 'nyírfa' szóhoz hasonlít (német Birke 'nyírfa').

## Története
Torda vármegyei szász jobbágyfalu volt, 1426 és 1870 között a görgényi váruradalom része. A 15. században oppidumként is említették. A 16. század második és a 17. század első felében Szent Miklós napján tartott országos vásárokat, majd 1676-ban és 1731-ben Szentháromság vasárnapján tartott vásárát is említették. 1668 és 1672 között örmények települtek be. 1724-ben 47 jobbágy-, 25 zsellér- és 19 egyéb jogállású (szabados) család lakta. 1773-ban román és magyar nevű lakói beperelték a Bornemisza családot, amiért nem tartja tiszteletben 1615-ben Bethlen Gábortól kapott kiváltságaikat. 1804-ben jobbágyai indítottak pert Bornemisza Lipót ellen a közerdők erőszakos foglalása miatt.
Szász lakói eladásra káposztát és hagymát termesztettek. 1840-ben a pünkösdvasárnap előtti szombatra országos vásár tartására kapott jogot. Később a szászrégeni heti állatvásárt is áthelyezték ide. 1848 őszén Berzenczey László székely tábora felgyújtotta. 1865-ben 2774 hold szántó és 1660 hold rét tartozott hozzá. 1876 és 1950 között Maros-Torda vármegye részét képezte. A 20. század elején a régeni felső járás leggazdagabb községe volt. 1885-ben vasútállomást kapott.
1945-ben 220 evakuált és távollévő szász vagyonát kobozták el. A helyükre Szilágy és Kolozs megyei románokat és magyarokat, máramarosi és dobrudzsai románokat és csíki székelyeket telepítettek be. 1945 őszéig mindössze 117 szász tért vissza a faluba. A faluban élő cigányok ősei jóval korábban letelepültek és a szász gazdák napszámosaiként dolgoztak. 1968-ban csatolták Maros megyéhez.

## Népessége
- 1850-ben 1786 lakosából 1155 volt német, 402 román és 224 cigány nemzetiségű; 1155 evangélikus, 557 görögkatolikus, 51 római katolikus és 23 református vallású.
- 1900-ban 1854 lakosából 1116 volt német, 461 román, 143 cigány és 134 magyar anyanyelvű; 1111 evangélikus, 575 görögkatolikus, 53 római katolikus, 51 református, 32 ortodox és 23 zsidó vallású.
- 2002-ben 2455 lakosából 1357 volt román, 944 cigány, 117 magyar és 36 német nemzetiségű; 2103 ortodox, 118 görögkatolikus, 67 református, 64 pünkösdista és 50 római katolikus vallású.

## Látnivalók
- Középkori eredetű evangélikus templomát 1860-ban teljesen átépítették. Fennmaradt késő román–kora gótikus kapuzata. Sekrestyéjét 1966-ban elbontották.[4]
- Ortodox (korábban görögkatolikus) fatemploma 1832-ben épült.